# Abdelaziz Rahabi
Abdelaziz Rahabi, né le 21 janvier 1954 à Maouna (Guelma), est un diplomate et homme politique algérien.

## Biographie ministre de la Culture et de la Communication et porte-parole du gouvernement dugouvernement algérien
Abdelaziz Rahabi est né le 21 janvier 1954 à Maouna (Guelma ) en Algérie.[réf. nécessaire]
Il a occupé successivement les fonctions de sous directeur de la protection des nationaux à l'étranger au Ministère des Affaires étrangères, de conseiller pour les Affaires politiques et économiques à l’Ambassade d’Algérie en Allemagne, de directeur presse et information et porte parole du Ministère des Affaires étrangères.
En 1991 Rahabi est nommé par le président Chadli Bendjedid en qualité d'ambassadeur d’Algérie au Mexique et en Amérique centrale (Nicaragua, Costa Rica, Guatemala, Honduras, Belize, Salvador). Il est membre fondateur et premier président  de la Chambre de commerce Mexique - Monde Arabe.
En 1994, il est nommé par le président Liamine Zéroual, Ambassadeur d’Algérie en Espagne, et représentant de l’Algérie auprès de l’Organisation mondiale du tourisme (OMT) et du Conseil oléicole international à Madrid.
En 1998, il devient ministre de la Culture et de la Communication et porte-parole du gouvernement du gouvernement algérien de 1998 à 1999 sous Zéroual. 
En avril 1999, il présente sa démission qui est refusée. Il est mis fin à ses fonctions le 27 juin 1999, et nommé conseiller auprès du chef du gouvernement Smail Hamdani, poste qu'il n'a jamais occupé.
Depuis, il se consacre à l’enseignement en Algérie et à l’étranger. Il a donné des conférences dans plusieurs universités étrangères.
Il est membre du comité de rédaction de la revue algérienne des relations internationales (RARI) (1987-1991) et membre de la Société algérienne des relations internationales (2001-2014).
Il a publié plusieurs études sur le Processus Euro-méditerranéen, l’Union du Maghreb arabe, la question du Sahara occidental et la Sécurité régionale.
Il contribue régulièrement au débat sur l'actualité nationale et les questions de politique étrangère de l’Algérie.
Rahabi est membre fondateur de la Coordination nationale pour les libertés et la transition démocratique (CNLTD) en 2014.  
En 2016, il préside la conférence de l'Instance de concertation et de suivi de l'opposition (ICSO) dite Mazafran 2.
En juillet 2019, il préside les Assises de l'opposition pour un Dialogue National (Ain Benian, 06 juillet 2019).
Dans le contexte du mouvement populaire de 2019, il s'exprime informant que pour lui, « le Président (Bouteflika) se moque du peuple ». 
En juin 2019, il est chargé de la coordination de la conférence de l’opposition du 6 juillet. Lors de cette conférence, il annonce qu'il exige le départ du gouvernement de Noureddine Bedoui, car il estime que le gouvernement représente « une résistance au changement ». 
En septembre 2019, il annonce ne pas être candidat à l'élection présidentielle algérienne de 2019.
Le 15 octobre 2019, Rahabi et plusieurs autres personnalités, dont l'ancien chef du gouvernement Ahmed Benbitour, l'ancien ministre des Affaires étrangères Ahmed Taleb Ibrahimi et l'ancien ministre de l'Éducation Ali Benmohamed, de même que les avocats Ali Yahia Abdennour et Abdelghani Badi, et les universitaires Nacer Djabi et Louisa Ait Hamadouche, appellent à « une nouvelle lecture de la réalité », avec des mesures d'apaisement, d'ouverture démocratique, au départ des dignitaires du régime, ainsi qu'à la tenue de la présidentielle après un dialogue.
Le 29 novembre 2019, il qualifia la résolution d'urgence sur la situation en Algérie adopté par le parlement européen « d'ingérence dans l'agenda politique nationale ».
Le 10 décembre 2019, Rahabi et 18 autres personnalités, dont Ahmed Taleb Ibrahimi, l'opposant Mostefa Bouchachi, Ali Benmohamed, Ali Yahia Abdennour, Ahmed Benbitour, Abdelghani Badi, ainsi que Nacer Djabi et Louisa Ait Hamadouche, appellent à ne pas empêcher ceux qui veulent voter de le faire.
Le 9 janvier 2020, il est reçu par le président Abdelmadjid Tebboune « pour échanger et écouter son appréciation de la situation actuelle et sa vision de l’avenir ». À l'issue de cette entrevue il affirme avoir « ressenti chez le président l’intention et la volonté » et il « espère qu’elles trouveront une concrétisation sur le terrain, pour le bien du pays et du peuple ». Cette rencontre entre dans le cadre des consultations sur la révision de la constitution.

## Réalisations dans le secteur de la communication
Entre 1998-1999, quand Rahabi occupait le poste de ministre de la culture et de la communication, il a fait des réalisations importantes dans les secteurs de la communication et la culture :
Secteur de la Communication - Lois et proposition de lois
- A présenté en mars 1999 et fait voter en juin 1999 une loi sur la publicité qui sera bloquée, à ce jour, par le Conseil de la Nation ;
- Dépôt à l’Assemblée populaire nationale d’un projet de loi sur le sondage bloqué à ce jour.

Secteur de la Culture
- Oppositions à un processus avancé  de privatisation de l'ENAG  (entreprise nationale des arts graphiques Reghaia)
- Opposition à la cession à des particuliers de biens culturels (villas du patrimoine) et à l’extension de la Cité Chaabani au détriment de l'aqueduc (XVIe siècle)
- Engagement d’une procédure de protection  et de classement  du patrimoine.

Secteur de la Presse
- Ouverture des médias publics à l’opposition et aux sensibilités politiques et sociales
- Levée de l’interdiction d’importations de  la presse  écrite internationale
- Levée de l’interdiction d’accréditation de correspondants algériens  des médias internationaux
- Levée de l’interdiction de parution de 32 titres de la presse écrite
- Levée du monopole de l’ANEP sur la publicité institutionnelle
- Instauration du  point de presse hebdomadaire du porte parole du gouvernement